# 複素指数函数
複素指数函数（ふくそしすうかんすう、英: complex exponential function）とは、数学の複素解析における複素関数で、実関数としての自然指数関数 y = ex = exp(x)（e はネイピア数）を複素数全体に解析接続したものである。

## 概説
- 明度は函数の絶対値を表す: 虚軸方向の変化に対して一定であり、実軸方向では右へ行く（引数の実部が大きい）ほど明るくなっているのが分かる。
- 色相は函数の偏角を表す: 実軸方向の変化に対して一定であり、虚軸方向では引数の虚部に対する周期性が色相の繰り返しパターンから読み取れる。

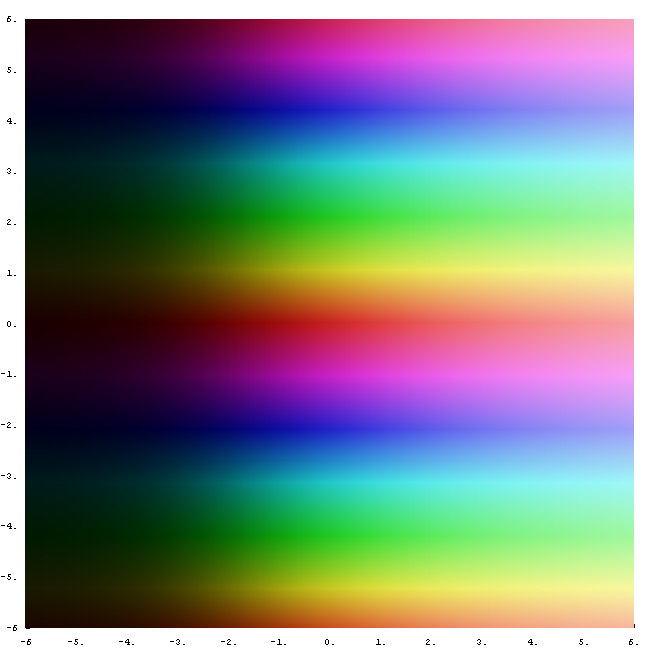
複素指数函数のグラフ:
- 明度は函数の絶対値を表す: 虚軸方向の変化に対して一定であり、実軸方向では右へ行く（引数の実部が大きい）ほど明るくなっているのが分かる。
- 色相は函数の偏角を表す: 実軸方向の変化に対して一定であり、虚軸方向では引数の虚部に対する周期性が色相の繰り返しパターンから読み取れる。

具体的には、複素指数函数は次の冪級数で与えられる：
{\displaystyle \exp(z):=\textstyle \sum \limits _{n=0}^{\infty }{\dfrac {z^{n}}{n!}}}
したがって、複素指数函数は整関数である。
オイラーの公式、複素数についての指数法則：ea eb = ea+b より、複素指数函数は、実関数で代数的に与えられる：
z = x + yi（x, y は実数）（i は虚数単位）に対して、
{\displaystyle \exp(x+iy)=e^{x}(\cos y+i\sin y)}
複素数全体からなる加法群を C, 非零複素数からなる乗法群を C* で表すとき、複素指数函数 exp: C → C* は、位相群の準同型（連続指標）のうちで微分可能かつ exp′(1) = 1 を満たすものとして特徴づけられる。
実数 x を
exp(ix) = cos(x) + isin(x)（オイラーの公式）
へ対応させる関数を純虚指数函数といい、右辺を "cos + i sin" の省略形として cis(x) で表す。このとき複素指数函数 exp は
exp(z) = exp(x)⋅cis(y)
と表される。これを複素指数函数の定義として採用することもある。
函数 cis: R → U は実数の加法群 R から絶対値 1 の複素数の乗法群 U への全射な連続指標であり、そのようなものの中で cis(2π) = 1（つまり周期 2π あるいは核 ker(cis) = 2πZ）のものとして特徴づけられる。
複素数 z = x + yi（x, y は実数）に対する複素指数函数は、
ガウス平面内の帯 B := {x + yi : −π < y < π} への制限 exp: B → F (F := C ∖ R≤0 (⊂ C*)) は一価の函数として全単射となり、F 上でこの函数の一価な逆函数として対数の主値 Log: F → B が定まる。この Log は正の実半軸 R>0 上の実函数としての自然対数函数 loge の F への解析的延長であり、特に z ∈ F に対して Log(z) = ∫1zdζ/ζ を満たす。複素対数函数は Log の更なる延長として {\displaystyle \log(z):=\int _{1}^{z}{\frac {\mathit {d\zeta }}{\zeta }}} で与えられるが、これは大域的には一価でなく、特異点 z = 0 を囲む閉曲線に沿った積分の寄与によって無限多価性を示す。それでも非零複素数 z に対して等式 exp(log(z)) = z は常に成り立つ（その意味では log はまだ exp の「逆函数」である）。

## 定義
複素指数函数の定義の仕方は大まかに2通りある。
級数による定義
任意の複素数 z に対して
{\displaystyle \exp(z):=\textstyle \sum \limits _{n=0}^{\infty }{\dfrac {z^{n}}{n!}}}
これは整関数である。
実函数を用いた定義
オイラーの公式を踏まえて、次の式で定義できる：
複素数の直交座標表示 z = x + yi に対して
{\displaystyle \exp(x+iy):=e^{x}(\cos(y)+i\sin(y))}
これら2つの定義が同値であることを確かめるには、
オイラーの公式：exp(iy) = cos(y) + i sin(y)（y は実数）
指数法則：ea+b = ea eb
を証明すればよい。
複素変数への拡張は他にも方法があり、マクローリン展開を用いずに微分の自己再帰性と初期条件だけを与えた正則函数を考えても同じ結論を得ることができる。

## 基本的な性質
x, y は実数として、z = x + yi = |z|earg z と書く。以下の性質は定義から直ちに確認できる:

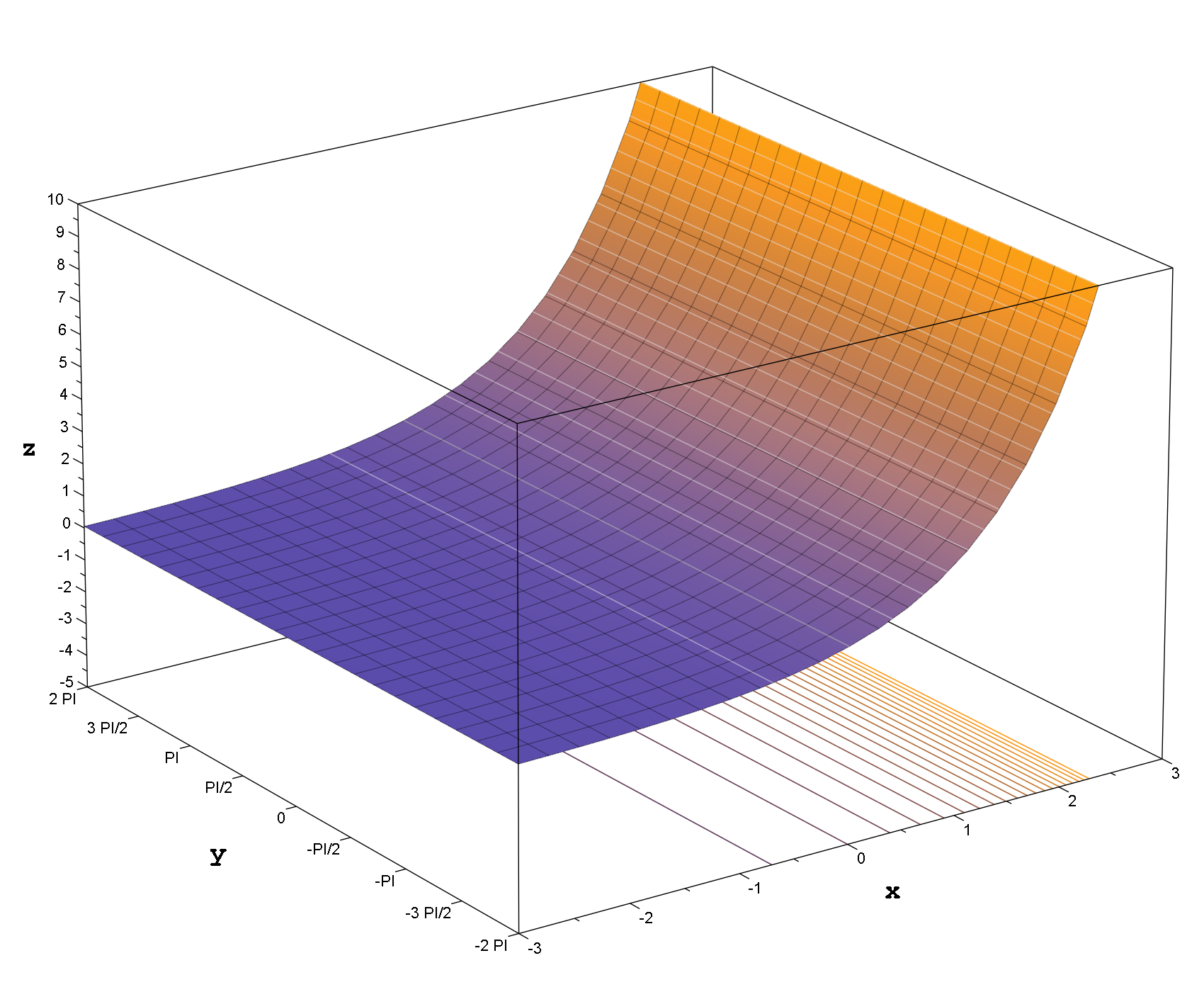
exp(x + iy) の絶対値

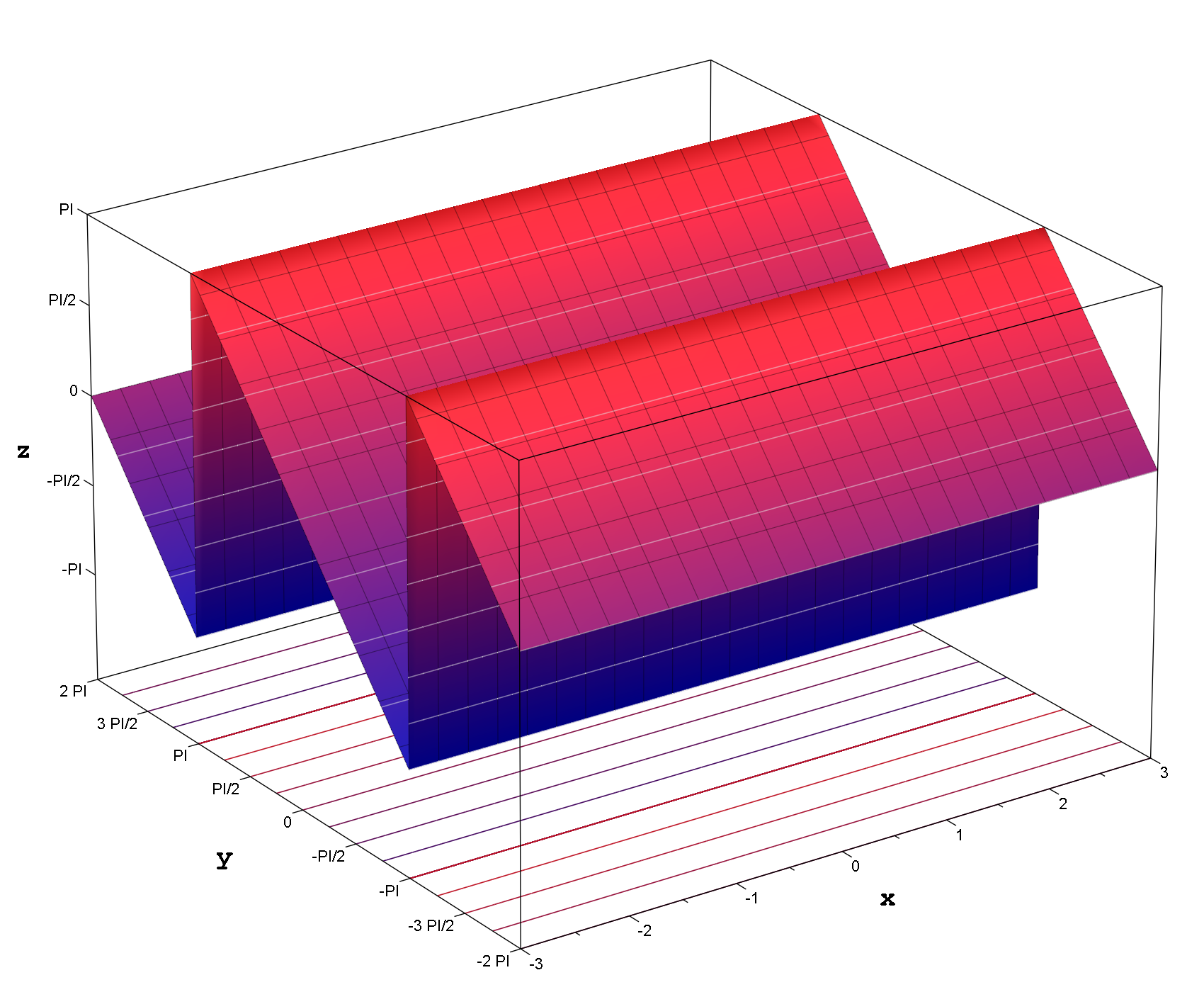
exp(x + iy) の偏角

- y = 0 のとき明らかに exp(z) = exp(x) = ex は実指数函数であり、したがって複素指数函数は実指数函数の複素変数への拡張である。また特に exp(0) = e0 = 1 が成り立つ。
- 周期性: 任意の複素数 z に対して exp(z + 2πi) = exp(z) が成り立つ。すなわち、複素指数函数は周期（実は基本周期）2πi を持つ周期函数である。一般に任意の整数 n に対して exp(z + 2nπi) = exp(z) が成り立つ。この周期性のために、逆函数となるべき対数函数の複素数への拡張は無限多価となる。
- 絶対値に関して、|exp(z)| = |ex| および |exp(iy)| = 1 が成り立つ。すなわち、複素指数函数の絶対値は引数の実部のみによって決まり、引数の虚部の影響を受けない。また特に任意の z に対して exp(z) ≠ 0 が言える。
- 複素共役に関して、exp(z) = exp(z) が成り立つ。

さらに以下の性質は重要である：
- 指数法則：exp(z)⋅exp(w) = exp(z + w) が成り立つ。
- 複素指数函数はコーシー・リーマンの方程式を満たすから複素微分可能であって、d/dz exp(z) = exp(z) が成立する。

これらは三角函数の性質から導くこともできるし、級数による定義に対してコーシー積を直接計算しても示せる。あるいは実指数函数の対応する性質に解析接続の一般論を適用しても示せる。